# Glyphoglossus flavus
Espèce
Synonymes
- Calluella flava Kiew, 1984

Statut de conservation UICN

 LC  : Préoccupation mineure
Glyphoglossus flavus est une espèce d'amphibiens de la famille des Microhylidae.

## Répartition
Cette espèce est endémique de Bornéo. Elle se rencontre :
- dans le parc national d'Ulu Temburon au Brunei ;
- dans le parc national du Gunung Mulu dans l'État du Sarawak en Malaisie orientale.

## Publication originale
- Kiew, 1984 : A new species of burrowing frog (Calluella flava sp. nov.) from Borneo. Malayan Nature Journal, vol. 37, no 3, p. 163-166.